# Seweryn Rzewuski

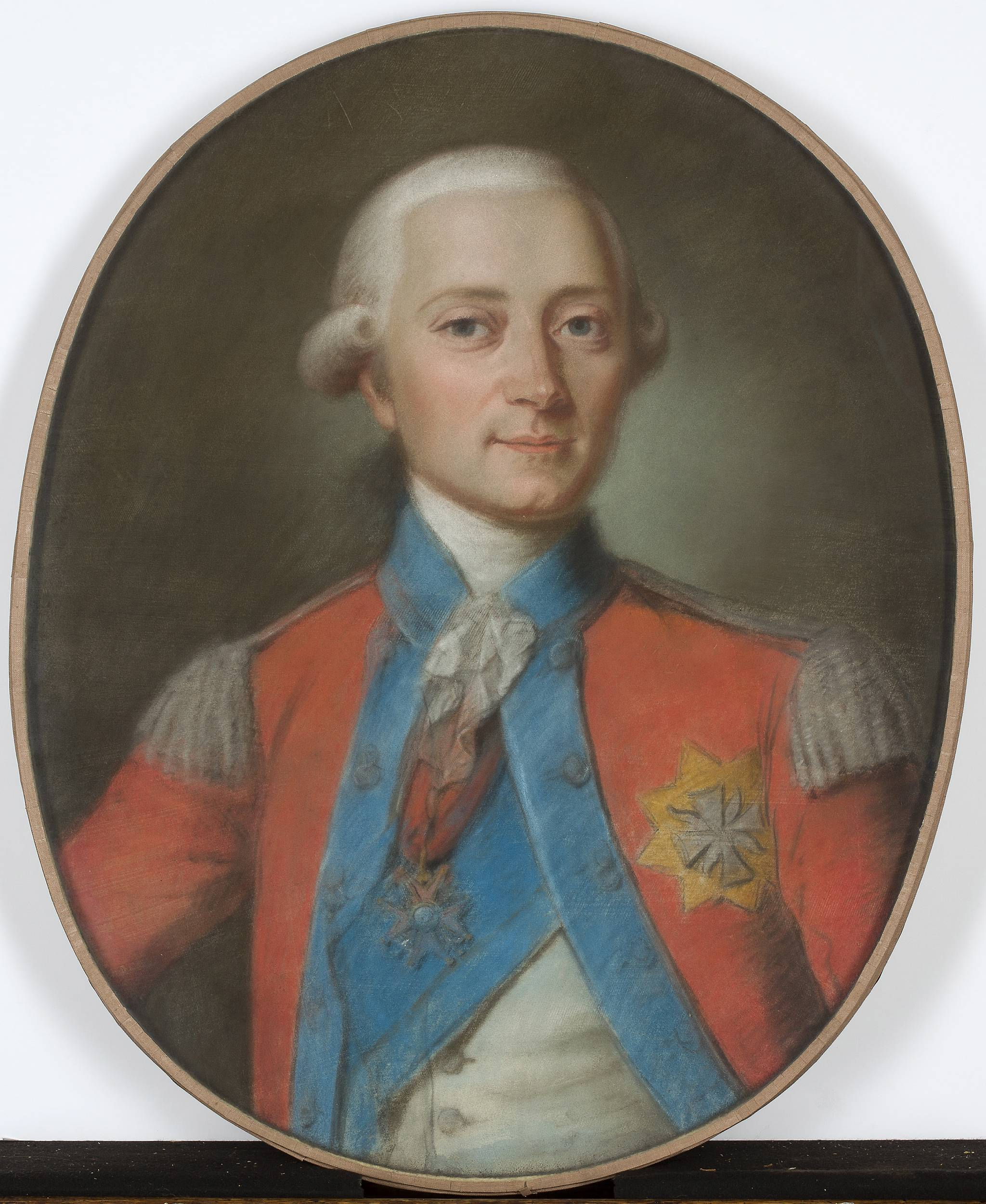
Portret Seweryna Rzewuskiego w mundurze szefa Regimentu Pieszego Buławy Polnej Koronnej, z orderami

Seweryn Rzewuski herbu Krzywda, krypt.: S. R. S. D. G. M. W. K. I. K. Mci; S. R. S. D. GM. Poseł Podolski Współwięzień, (ur. 13 marca 1743 w Podhorcach, zm. 11 grudnia 1811 w Wiedniu) – hetman polny koronny, generał major wojsk koronnych w 1760 roku, jeden z przywódców konfederacji targowickiej, członek Komisji Wojskowej Obojga Narodów w 1792 roku, starosta doliński, kowelski i stuleński, pisarz polityczny, mówca, poeta, dramatopisarz.

## Dzieciństwo i młodość
Jego ojcem był późniejszy hetman wielki koronny Wacław Rzewuski, matką natomiast Anna z Lubomirskich. Pierwsze nauki pobierał u warszawskich teatynów. Począwszy od roku 1754, wychowawcą wszystkich młodych Rzewuskich był Louis Antoine Caraccioli i to pod jego czujną opieką przebywali przez niemal 5 lat poza granicami Polski (w latach 1755–1759 odwiedzali kolejno Austrię, Włochy i Francję).

## Działalność polityczna
9 grudnia 1760 zyskał nominację na generała majora wojsk koronnych, wkrótce potem (1761) był już starostą dolińskim, a nieco później także starostą stuleńskim. Poseł podolski na sejm 1762 roku. Jako poseł województwa podolskiego na sejm konwokacyjny 7 maja 1764 roku podpisał manifest, uznający odbywający się w obecności wojsk rosyjskich sejm za nielegalny. Podpisał elekcję Stanisława Augusta Poniatowskiego z województwa podolskiego.
Przystąpił do konfederacji radomskiej. W załączniku do depeszy z 2 października 1767 roku do prezydenta Kolegium Spraw Zagranicznych Imperium Rosyjskiego Nikity Panina, poseł rosyjski Nikołaj Repnin określił go jako posła wrogiego realizacji rosyjskich planów na sejmie 1767 roku, poseł województwa podolskiego na sejm 1767 roku. W wyniku sprzeciwu wobec żądań posła rosyjskiego Nikołaja Repnina został wraz z ojcem porwany (nocą 13/14 października 1767) przez wojsko rosyjskie (gen. O.A. Igelström) i wywieziony na zesłanie do Kaługi. Powrócił do Polski w styczniu 1773, osiadł w Siedliskach (ziemia chełmska), a kilkanaście miesięcy później (kwiecień 1774) otrzymał po ojcu buławę i tytuł hetmana polnego koronnego. W roku następnym (1775) otrzymał wraz z ojcem, od króla tytułem zadośćuczynienia za zesłanie, bogate starostwo kowelskie, a także order Św. Stanisława (4 września 1775). W 1775 odznaczony Orderem Orła Białego i Orderem Świętego Stanisława. Pomimo tego, wkrótce potem, w czasie przeprowadzania reform ustroju Rzeczypospolitej w roku 1776 (kiedy to mocno ograniczono władzę hetmanów) ostro występował przeciwko królowi Stanisławowi Augustowi Poniatowskiemu i Radzie Nieustającej. Był chciwy i próżny w swych działaniach, funkcji hetmańskich nie pełnił, oddany gospodarce i działalności opozycyjnej. W roku 1788 prosił Berlin o pomoc w celu zdobycia dla siebie dyktatury. Był członkiem konfederacji Sejmu Czteroletniego. W czasie Sejmu Czteroletniego stanął na czele obozu hetmańskiego, wrogiego wszelkim reformom. Wydał wówczas szereg pism politycznych. M.in. "O sukcesji tronu w Polsce" 1789, "Punkta do reformy rządu" (1790), "O tronie polskim zawsze obieralnym dowody" 1790. Wyjechał do Wiednia, gdzie zgromadził obóz malkontentów, niechętnych jakimkolwiek zmianom. W 1791 przybył do Petersburga, by pod protekcją cesarzowej Katarzyny II rozwinąć działalność przeciwko konstytucji 3 maja. Był jednym z inicjatorów zawiązania konfederacji targowickiej, występując jako jej dowódca wojskowy. Był konsyliarzem konfederacji generalnej koronnej w konfederacji targowickiej. 
W 1793 po ujawnieniu planów rozbiorowych Rosji i Prus wyjechał do Galicji i wycofał się z życia politycznego. 
W czasie insurekcji kościuszkowskiej Sąd Najwyższy Kryminalny skazał go na karę śmierci przez powieszenie, wieczną infamię, konfiskatę majątków i utratę wszystkich urzędów. Wobec nieobecności skazanego, wyrok wykonano in effigie 29 września 1794.
Pasjonował się alchemią i pozostawił własny rękopis alchemiczny. Zmarł w Wiedniu w 1811 roku.

## Twórczość

### Ważniejsze dzieła i mowy
1. Mens humana immortalis. Canente Severino Rzewuski, Poczajów 1760; wyd. 2 Warszawa 1761, (wiersz dedykowany H. Brühlowi); autorstwo według karty tytułowej, J. H. Rychtera i J. Majerowej; natomiast Estreicher XXVI (1915) 561, (za L. A. Caracciolim i H. Juszyńskim) przypisuje go Wacławowi Rzewuskiemu
2. Supplex libellus populorum ad reges. Scriptore Severino Rzewuski, Poczajów 1762; przekł. polski: rękopis Ossolineum, sygn. 1178 (obecnie we Lwowie); autorstwo jak wyżej poz. 1; natomiast Estreicher XXVI (1915) 556, 563, sugeruje autorstwo Wacława Rzewuskiego
3. Felicitas Poloniae rex incolumis, Warszawa 1763, (wiersz z pochwałą Augusta III); autorstwo jak wyżej poz. 1; natomiast Estreicher XXVI (1915) 567 sugeruje autorstwo Wacława Rzewuskiego
4. Głos... wojewodzica krakowskiego, starosty dolińskiego, posła podolskiego na Sejmie Ekstraordynaryjnym Warszawskim dnia 6 października 1767, brak miejsca wydania (1767)
5. List... do Przeświętnych Województw, Ziem i Powiatów, na sejmiki przedsejmowe poselskie pisany. R. P. 1776, brak miejsca wydania (po 1 lipca 1776)
6. Mowa... miana na sejmie dnia 28 Augusti 1776, brak miejsca wydania (1776, 2 wydania); przekł. francuski: Discours prononcé par... à la Diète le 28 Août 1776, brak miejsca wydania (1776); w czasie tego sejmu ogł. także osobno mowy z: 6, 23, 27 września; 10, 12 października; rękopisy: Ossolineum, sygn. 575/III, 577/III, 1074/II
7. List... do Jaśnie Wielmożnego (Adama) Rzewuskiego, posła nowogrodzkiego. Gruszczyn 4 Novembris 1782, brak miejsca wydania (1782)
8. Do mojej żony (wiersz), powst. po roku 1782, brak miejsca i roku wydania; egz. z własnoręcznymi poprawkami autora w Ossolineum, sygn. XVIII-12224-III; rękopis: zobacz poz. 21; wyd. anonimowe
9. Gesta populi Poloni ab excessu Augusti III, powst. przed rokiem 1787, niewydane; o napisanie tej i zapisanej poniżej broszury informuje L. A. Caraccioli (De La Platière: Galerie universelle des hommes, Paryż 1787, s. 58); rękopis się prawdopodobnie w nieuporządkowanym Archiwum Podhoreckim (Wojewódzkie Archiwum Państwowe w Krakowie)
10. Paradoxa politica, powst. przed rokiem 1787, niewydane; porównaj notkę do poz. 9
11. O sukcesji tronu w Polszcze rzecz krótka, Amsterdam (Drezno, a może Kraków?) 1789; (Warszawa) 1789 (2 odbicia); broszura ta wywołała szereg pism polemicznych, głos zabierali: A. S. Krasiński, H. Kołłątaj, F. S. Jezierski, T. Morski, I. Potocki; w jej obronie wystąpił natomiast Wojciech Turski
12. Punkta do formy rządu w Polszcze, brak miejsca wydania (1789); wyd. następne: brak miejsca wydania (1790)
13. Nad prawem, które by szlachcie bez posesji activitatem na sejmikach odbierało, uwagi, brak miejsca wydania (1790); (Warszawa 1790)
14. O tronie polskim zawsze obieralnym z dziejów i prawa dowody, (Warszawa 1790)
15. Odpis na list przyjaciela względem listu J. M. Ks. Krasińskiego, biskupa kamienieckiego, (Warszawa 1790); (Lwów 1790)
16. Protestacja przeciw sukcesji tronu w Polszcze... W Wiedniu dnia 15 sierpnia 1790, brak miejsca wydania (1790); wydano także jako: Wypis z Ksiąg Ziemskich Województwa Bracławskiego 25 września 1790, brak miejsca wydania (1790); współautor: S. Sz. Potocki
17. Lettre... au Roi. De Jassy le 1 janvier 1792, brak miejsca wydania 1792; przekł. polski: Kopia listu... do Najjaśniejszego Stanisława Augusta..., brak miejsca wydania (1792); pt. List... do Jego Królewskiej Mości. Die 1 Januarii 1792. Jassy, brak miejsca wydania (1792); w broszurze: Listy... Stanisława Szczęsnego Potockiego... i Seweryna Rzewuskiego, brak miejsca wydania (po 10 stycznia 1792)
18. Uniwersał dla wszystkich... Dan w Targowicy... dnia 14 miesiąca maja 1792, brak miejsca wydania (1792)
19. Głos... na sesji konfederackiej dnia 31 stycznia 1793 roku miany, względem wkroczenia wojska pruskiego w granice polskie, brak miejsca wydania (1793)
20. Protestacja... z okoliczności podziału krajów polskich. Działo się w Grodnie na sesji Konfederacji Generalnej Koronnej dnia 17 kwietnia 1793, brak miejsca wydania (1793); wydano także jako: Wypis Protestacji... z okoliczności podziału krajów polskich, brak miejsca wydania (1793); przedr. W. Smoleński: Konfederacja targowicka, Kraków 1903, s. 424-425
21. Poezje, powst. w latach 1765–1797, rękopisy: Ossolineum, sygn. 851/I (ofiarowany w roku 1833 przez S. Lubicz Jaszowskiego) – fragmenty ogł. J. H. Rychter, "Tygodnik Ilustrowany" 1884 nr 96 (tu także poz. 8), sygn. 691/I, 7070/II (Teki L. Bernackiego, t. 43); wiersze z okresu zesłania kałuskiego znajdowały się w rękopisach Biblioteki Narodowej (zwróconych z Cesarskiej Biblioteki Publicznej w Petersburgu, sygn. Pol. Q.XIV.3, Pol. Q.XIV.107); Śnieżek. Wiersz do... ogł. "Pamiętnik Lwowski" 1818, t. 2, s. 121.

Autorstwa S. Rzewuskiego są także prawdopodobnie 2 dramaty zachowane w rękopisach Archiwum Podhoreckiego (Wojewódzkie Archiwum Państwowe w Krakowie): Mitrydates, tragedia tłumaczona oraz tragedia bez tytułu o Czetwertyńskim i buntach Chmielnickiego (porównaj J. Majerowa, s. 14-15, 37).

### Prace edytorskie
1. Mowy i listy... Wacława Rzewuskiego... zebrane przez S. R. S. D. G. M. W. K. I. K. Mci, Poczajów 1761 (2 wydania); wyd. 3 Supraśl 1788.

### Listy i materiały
1. Korespondencja ze Stanisławem Augustem z lat 1775–1776, 1783 i z synowcem z roku 1782, kopie: Ossolineum, sygn. 1074/II – z lat 1786, 1791; rękopis: Biblioteka Czartoryskich, sygn. 929, (porównaj także poz. 10)
2. Do I. Potockiego z 11 maja 1786, rękopis: Wojewódzkie Archiwum Państwowe w Krakowie (Archiwum Podhoreckie, sygn. XV/1); fragmenty cyt. E. Rostworowski w: Sprawa aukcji wojska na tle sytuacji politycznej przed Sejmem Czteroletnim, Warszawa 1957 – z 25 września 1787 i 29 stycznia 1788; rękopisy: Archiwum Główne Akt Dawnych (Archiwum Wilanowskie, sygn. 279 a-b)
3. Do S. Sz. Potockiego z 30 lipca 1788, rękopis: Wojewódzkie Archiwum Państwowe w Krakowie (Archiwum Sanguszków, sygn. 771, t. 2, nr 55) – z 11 lipca 1788, ogł. W. Kalinka: Sejm Czteroletni t. 1, Kraków 1896, s. 131 (z kopiariusza Wojewódzkiego Archiwum Państwowego w Krakowie – Archiwum Potockich Domowe, sygn. 231) – z lat 1788–1800, rękopisy: Biblioteka Czartoryskich, sygn. 2889–2890; list z 1 października 1788 ogł. E. Rostworowski, "Przegląd Historyczny" t. 45 (1954), zeszyt 4 – z lat 1789–1794, rękopis jak wyżej, sygn. 3471–3475; fragm. i listy z 27 stycznia, 25, 28 lutego 1791 ogł. E. Rostworowski jak wyżej
4. Do Leopolda II i Józefa II – z lat 1791–1792; Projet donné... au mois de février à sa Majesté sur une confédération et révolution à opérer; inne pisma polityczne; rękopisy: Haus-Hof-und Staatsarchiv w Wiedniu (Polen fasc. 66 specialia)
5. Do J. J. Sieversa z Grodna 25 kwietnia 1793, rękopis: Biblioteka Polska w Paryżu, ogł. B. Dembiński: Zmierzch hetmana, "Studia historyczne ku czci S. Kutrzeby" t. 2, Kraków 1938 i odb.; według Estreichera XXVI (1915) 556: brak miejsca wydania (1793) pt. List do J. W. Siwersa, posła wielkiego rosyjskiego; druk ten miał być zniszczony przez rząd rosyjski
6. Do Katarzyny II koncept listu z 1 czerwca 1793, rękopis: Wojewódzkie Archiwum Państwowe w Krakowie (Archiwum Podhoreckie) – z 12 września 1794, rękopis: Ossolineum, sygn. 6847/I-II, cz. 1, s. 583-602
7. Do Stefana Lubowidzkiego z 2 lipca 1793, ogł. W. Smoleński: Konfederacja targowicka, Kraków 1903 (dodatek)
8. Do J. M. Ossolińskiego z 26 marca 1805, rękopis: Ossolineum, sygn. 921/II
9. Koncepty listów S. Rzewuskiego, rękopis: Wojewódzkie Archiwum Państwowe w Krakowie (Archiwum Podhoreckie, sygn. XV/1)
10. Od ojca, W. Rzewuskiego, z lat 1764–1788; K. Sołtyska z 6 maja 1773; Stanisława Augusta z 27 sierpnia 1775; fragmenty ogł. L. Rzewuski w: Kronika podhorecka, 1706-1779, Kraków 1860
11. Od S. Sz. Potockiego z lat 1773–1796, 39 listów i biletów wizytowych, rękopis: Wojewódzkie Archiwum Państwowe w Krakowie (Archiwum Podhoreckie, sygn. II 2/84) – z roku 1788, rękopis: Biblioteka Czartoryskich, sygn. 2889 – z roku 1789 i innych (kopie z XIX w.), rękopis: Wojewódzkie Archiwum Państwowe w Krakowie (Archiwum Potockich Domowe, sygn. 321) – 20 listów i fragm. z lat 1788–1796 z rękopisów jak wyżej ogł. E. Rostworowski jak wyżej poz. 3
12. Od różnych adresatów z lat 1779–1788, m.in. od: C. C. Rulhière'a prawdopodobnie z roku 1779; F. K. Branickiego z 4 i 17 września 1782, 23 czerwca 1783; M. Dzierżanowskiego z 20 stycznia 1785; gen. Kobyłeckiego z 18 października, 3, 17, 22 listopada 1786; A. K. Czartoryskiego z 22 listopada 1786 i 19 marca 1788; M. Paca z 18 maja 1787; W. Suchodolskiego z 12 października 1787; M. Sierakowskiego z 29 listopada 1787; od S. Piatollego z 6 stycznia 1788; rękopisy: Wojewódzkie Archiwum Państwowe w Krakowie (Archiwum Podhoreckie, sygn. II 2/5, 2/21, 2/27-28, 2/41, 2/46, 2/77, 2/77a, 2/80, 3/22 i inne
13. Od I. Potockiego z 3 listopada 1784, 21 marca 1785, 16 listopada 1786 i inne; rękopis jak wyżej sygn. II 2/86; fragmenty cyt. E. Rostworowski jak wyżej poz. 2
14. Od F. Karpińskiego z 6 listopada 1784, z rękopisu Wojewódzkiego Archiwum Państwowego w Krakowie (Archiwum Podhoreckie, sygn. II 2/39a), wyd. T. Mikulski, R. Sobol w: Korespondencja F. Karpińskiego, Wrocław 1958 "Archiwum Literatury" nr 4
15. Od W. A. Kaunitza z 15 września 1788, z rękopisu Wojewódzkiego Archiwum Państwowego w Krakowie (Archiwum Podhoreckie, sygn. II 2/40) ogł. A. Beer: Leopold II, Franz II und Katharina II. Korrespondenz, Lipsk 1874
16. Od A. Naruszewicza z 20 maja 1790, z rękopisu Wojewódzkiego Archiwum Państwowego w Krakowie (Archiwum Podhoreckie, sygn. XIII 2/35) wyd. J. Platt w: Korespondencja Adama Naruszewicza 1762-1796, Wrocław 1959
17. Od J. J. Sieversa z 24 kwietnia 1794, rękopis: Ossolineum, sygn. 6847/I-II (Teki Kalinki, t. 3)
18. Relacje i diariusze z lat 1761–1764, ogł. L. Rzewuski jak wyżej poz. 10.

Różne pisma Rzewuskiego zachowały się także w rękopisach: Ossolineum, sygn. 6847/I-II (Teki Kalinki, t. 3); Biblioteka Czartoryskich; Biblioteka PAN Kraków, sygn. 615; Wojewódzkie Archiwum Państwowe w Krakowie (Archiwum Podhoreckie).
Bardziej szczegółową bibliografię wierszy Rzewuskiego zachowanych w rękopisie Ossolineum, sygn. 851/I uzupełnioną wykazem jego prac drukowanych podaje J. H. Rychter: Nie wydane poezje S. Rzewuskiego, "Wiadomości Bibliograficzne" rocznik 3 (1884), s. 182-183.